# Pimpla azteca
Pimpla azteca là một loài tò vò trong họ Ichneumonidae.